# Strv m/41
Strv m/41（スウェーデン語: Stridsvagn m/41、ストリッツヴァグン m/41）は、スウェーデンの軽戦車。チェコスロバキアのTNH戦車のライセンス生産型である。

## 開発
Strv m/38からStrv m/40に至るランツヴェルク L-60系列の軽戦車に限界を感じていたスウェーデン陸軍は、1939年末にTNH Svとして90両の発注を成立させた。1940年には受領予定であったが、3月にはナチス・ドイツがこれを接収。代償としてライセンス生産権と開発中の軟鋼が1941年6月に提供された。
L-60系の調達を再開しながら開発が続けられ、1941年6月には生産体制が整い、その年の秋、スカニア-VABISに116両のTNH戦車が発注された。1942年12月から1943年8月にかけて納入された戦車は、m/41の型番が付与された。
後にSI型として知られる初期型は、エンジンにはm/40と同じ145馬力の直列6気筒液冷ガソリンエンジンであるスカニア=ヴァビス 1664を採用し、重量10.5 t、装甲は最大25 mmであった。主砲のm/38 ボフォース37 mm戦車砲と合わせて国産化されたものの戦車の急激な進歩もあって完成当時既に旧式化していた。これは開発元であったTNH戦車も同様であり、改良型TNHP-Sが開発されていた。
容積拡大、装甲厚増大などのこの改設計情報がもたらされた1942年には機甲師団の拡充に合わせてSII型とされた改良型122両が発注された。なお122両のうち18両はSav m/43として完成し、Sav m/43はさらに18両が加えられている。
エンジンもより高出力のスカニア-VABIS L603に変更されたSII型は、重量が増したものの車内容積の拡大・燃料搭載量の増加といった利点をもった改良型として1943年10月から1944年3月まで生産され、Sav m/43を除いた総生産量は220両となった。

## 運用

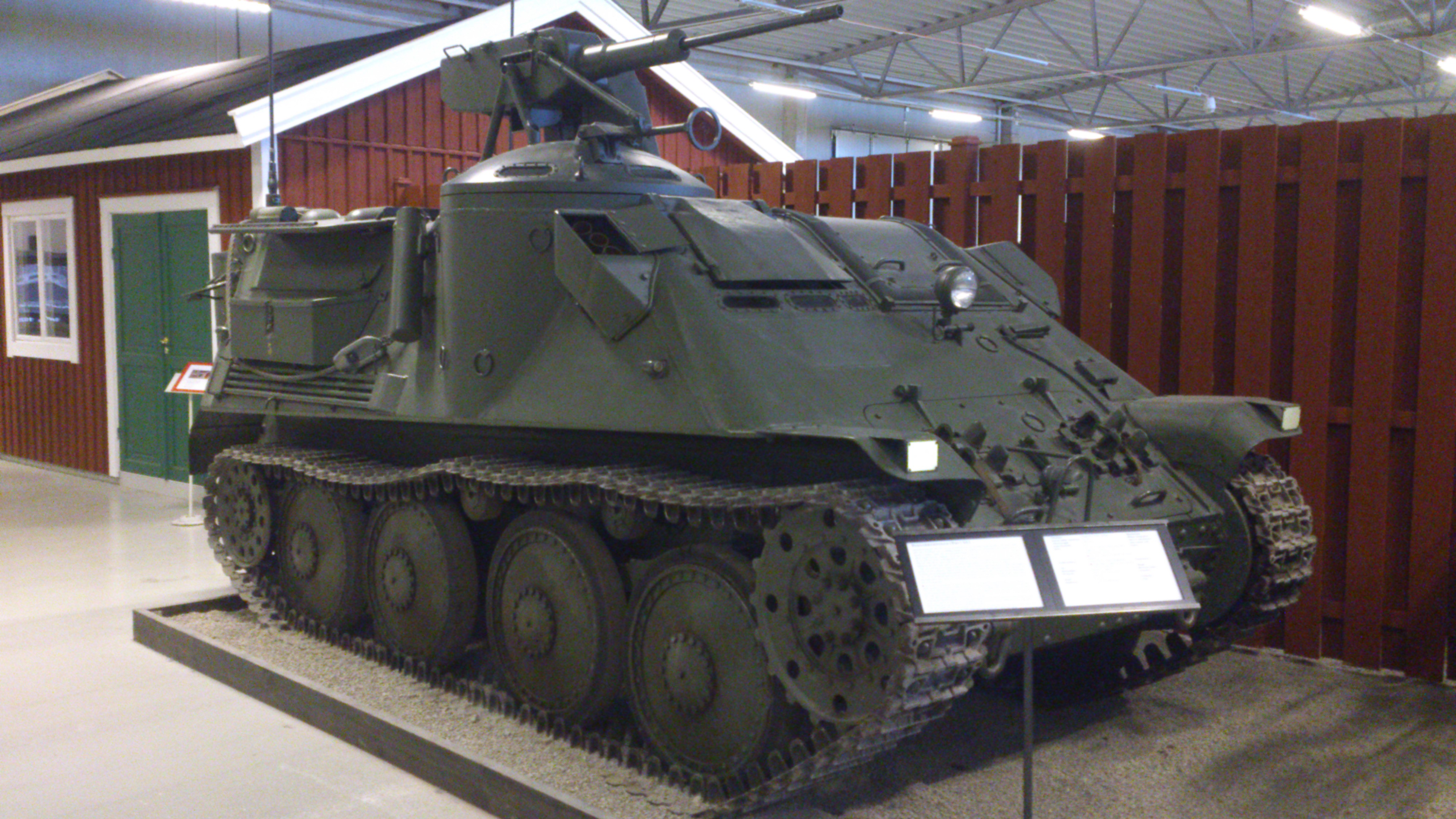
Strv m/41を改造したPbv 301

SI型は全車両がストレングネースの第3機甲連隊（P3）に配備され、SII型はショーヴデの第4機甲連隊（P4）を中心に少数がヘッスレホルムの第2機甲連隊（P2）に、予備車として第3機甲連隊にそれぞれ配備された。
1950年代末、残存していたStrv m/41はPbv 301装甲兵員輸送車に改装され、撤去された砲塔は基地防備用として1990年代まで使用された。現存するStrv m/41は、Sav m/43の車体と基地に配備された砲塔から再生したものである。

## 型式
SI
S1、初期型。116両生産。
SII
S2、後期型、122両発注、104両生産。
Sav m/43
自走砲型。SIIの内18両はこの型に変更。
Pbv 301
装甲兵員輸送車。1950年代末にStrv m/41を改造したもの。220両全てが改造された。